# Власов, Иван Алексеевич
Иван Алексеевич Власов (28 августа (10 сентября) 1903, Николаевка, Тамбовская губерния — 1969, Москва) — советский государственный и партийный деятель.

## Биография
Окончив сельскую школу, батрачил (1915—1916), работал разносчиком газет (1916), печатником в типографии «Утро России» (1917—1919), а также работал в своём хозяйстве.
С 1922 года являлся председателем сельского исполкома, с 1924 — председателем Комитета крестьянской взаимопомощи в родной деревне. В 1925 году вступил в комсомол.
В 1926—1930 годах учился на рабфаке при Всесоюзной сельскохозяйственной академии имени К. А. Тимирязева (там же в 1929 году вступил в ВКП(б)), затем — на аграрном факультете той же академии, который окончил в 1935 году. Работал на полевой опытной станции академии (научный работник, заместитель директора станции).
В 1938 году перешёл на государственную и партийную работу, возглавив Организационный комитет Президиума Верховного Совета РСФСР по Тульской области, затем занимал должности 1-го секретаря Саратовского обкома ВКП(б) (1938—1942), председателя Саратовского облисполкома (1942—1943); одновременно возглавлял Государственный комитет обороны Саратова.
Одновременно с 1938 года являлся председателем Бюджетной комиссии и членом Президиума Верховного Совета РСФСР.
С 1943 года — на постоянной работе в Президиуме Верховного Совета РСФСР: исполняющий обязанности Председателя (1943—1944), первый заместитель председателя (1944—1946), председатель Президиума (1946—1950). Одновременно — заместитель председателя Президиума Верховного Совета СССР (1948—1950).
Летом 1946 года принимал участие в празднований 25 летия годовщины образования Монголии в качестве первого заместителя председателя Президиума Верховного Совета СССР. 
В 1950—1960 годах — директор НИИ овощного хозяйства Министерства сельского хозяйства СССР; одновременно являлся председателем Всесоюзного сельскохозяйственного общества (1950—1954), членом бюро секции растениеводства ВАСХНИЛ (1956). Входил в состав Ждановского районного комитета КПСС (Москва, 1954—1955), Президиума Мытищинского районного комитета КПСС (Московская область, 1955).
Был делегатом XVIII съезда ВКП(б), XVIII партконференции, где избирался кандидатом в члены ЦК ВКП(б) (1939—1952).
Депутат Верховного Совета РСФСР 1-го (от Тульской области; 1938—1947) и 2-го (от Рязанской области; 1947—1951) созывов; с декабря 1940 — депутат Совета Союза Верховного Совета СССР 1-го созыва (от Саратовской области; 1940—1946).
Автор 30 печатных работ по овощеводству, садоводству, полеводству, а также более 20 работ по советскому и партийному строительству.
Персональный пенсионер союзного значения.
Похоронен на Ваганьковском кладбище.